# U-754
Unterseeboot 754 foi um submarino alemão do Tipo VIIC, pertencente a Kriegsmarine que atuou durante a Segunda Guerra Mundial.

## Comandantes
| Comandante             | Data                                       |
| ---------------------- | ------------------------------------------ |
| Kptlt. Hans Oestermann | 28 de agosto de 1941 - 31 de julho de 1942 |

## Subordinação
Durante o seu tempo de serviço, esteve subordinado às seguintes flotilhas:
| Período                                       | Flotilha                                  |
| --------------------------------------------- | ----------------------------------------- |
| 28 de agosto de 1941 - 30 de novembro de 1941 | 5. Unterseebootsflottille (treinamento)   |
| 1 de dezembro de 1941 - 31 de julho de 1942   | 1. Unterseebootsflottille (serviço ativo) |

## Operações conjuntas de ataque
O U-754 participou das seguinte operações de ataque combinado durante a sua carreira:
- Rudeltaktik Ziethen (6 de janeiro de 1942 - 22 de janeiro de 1942)